# Tajay Gayle
Pour les articles homonymes, voir Gayle.
Tajay Gayle (né le 2 août 1996 à Kingston) est un athlète jamaïcain, spécialiste du saut en longueur, champion du monde en 2019 à Doha.

## Biographie
Quatrième des Jeux du Commonwealth de 2018, il remporte la médaille d'argent lors des championnats d'Amérique du Nord, d'Amérique centrale et des Caraïbes 2018.
Le 6 juin 2019, il remporte le concours du meeting de Shanghai, deuxième étape de la Ligue de diamant 2019, avec un saut à 8,24 m. Qualques jours plus tard, il s'adjuge la médaille d'argent des Jeux panaméricains, devancé par le Cubain Juan Miguel Echevarría. Il termine troisième de la finale de la Ligue de diamant 2019, à Zurich.
Lors des championnats du monde 2019, à Doha, Tajay Gayle se qualifie de justesse pour la finale avec un saut à 7,89 m. Le lendemain, il réalise à son quatrième essai le meilleur saut de sa carrière en atteignant la marque de 8,69 m, meilleure performance mondiale de l'année et record de Jamaïque. Ce saut constitue alors la meilleure marque réalisée en championnats du monde depuis 24 ans. Premier champion du monde jamaïcain de la discipline, Gayle devance l'américain Jeff Henderson et le cubain Juan Miguel Echevarría.
En janvier 2020, Tajay Gayle rejoint l'équipementier Puma.

## Palmarès
| Date | Compétition                    | Lieu             | Résultat | Marque |
| ---- | ------------------------------ | ---------------- | -------- | ------ |
| 2018 | Jeux du Commonwealth           | Gold Coast       | 4e       | 8,12 m |
| 2018 | Championnats NACAC             | Toronto          | 2e       | 8,24 m |
| 2019 | Jeux panaméricains             | Lima             | 2e       | 8,17 m |
| 2019 | Ligue de diamant               | Ligue de diamant | 3e       | 8,20 m |
| 2019 | Championnats du monde          | Doha             | 1er      | 8,69 m |
| 2021 | Jeux olympiques                | Tokyo            | 11e      | 7,69 m |
| 2022 | Championnats NACAC             | Freeport         | 2e       | 7,81 m |
| 2023 | Championnats du monde          | Budapest         | 3e       | 8,27 m |
| 2023 | Ligue de diamant               | Ligue de diamant | 2e       | 8,22 m |
| 2024 | Championnats du monde en salle | Glasgow          | 6e       | 7,89 m |

## Records
| Épreuve          | Marque      | Lieu | Date              |
| ---------------- | ----------- | ---- | ----------------- |
| Saut en longueur | 8,69 m (NR) | Doha | 28 septembre 2019 |